# Adikia
Adikia (řecky: Ἀδικία, adikia, česky nespravedlnost) je v řecké mytologii bohyně a zosobnění nespravedlnosti. Je protikladem bohyně spravedlnosti Diké.